# 北浦インターチェンジ (宮崎県)
北浦インターチェンジ（きたうらインターチェンジ）は、宮崎県延岡市北浦町にある東九州自動車道のインターチェンジである。
佐伯IC-北川IC間は新直轄方式で建設されたため、当ICに料金所は設置されておらず、該当する区間は無料で通行できる。またインターチェンジに近接して、休憩施設「北浦臨海パーク」がある。

## 歴史
- 2011年（平成23年）2月3日：東九州自動車道新設工事（大分県佐伯市大字上岡から宮崎県延岡市北川町長井まで）ならびにこれに伴う二級河川および市道付替工事について国土交通大臣より土地収用法に基づく事業認定が公示される[1]。
- 2012年（平成24年）5月10日：国交省九州地方整備局が10日に九州各県の知事に通達した平成24年度の事業計画で、具体的な開通予定が示されていなかった北浦IC - 須美江ICが「平成28年度中開通」と明記された[2]。
- 2013年（平成25年）2月16日：蒲江IC - 北浦IC間開通に伴い、供用開始[3]。
- 2012年（平成24年）6月14日：北浦IC - 須美江ICの開通予定年度が、「平成28年度」から「平成26年度」へ2年前倒しすることが発表された[4][5]。
- 2013年（平成25年）12月25日：北浦IC - 須美江ICの開通予定年度が、「平成26年度」から「平成25年度」へ1年前倒しすることが発表された[4][5]。
- 2014年（平成26年）3月8日：北浦IC - 須美江IC間開通[6][7][8][9]。

## 周辺

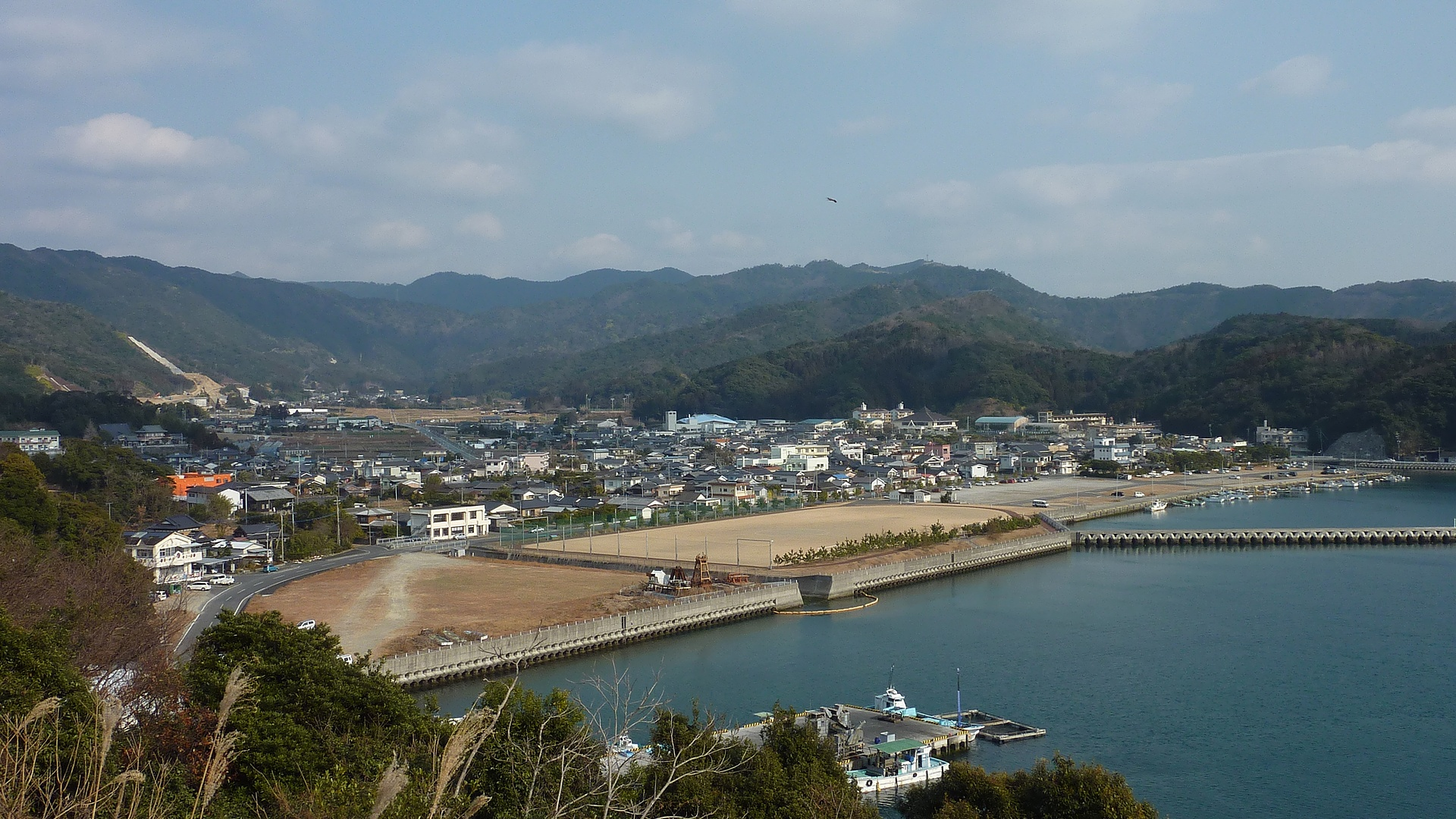
北浦町中心部（古江地区）

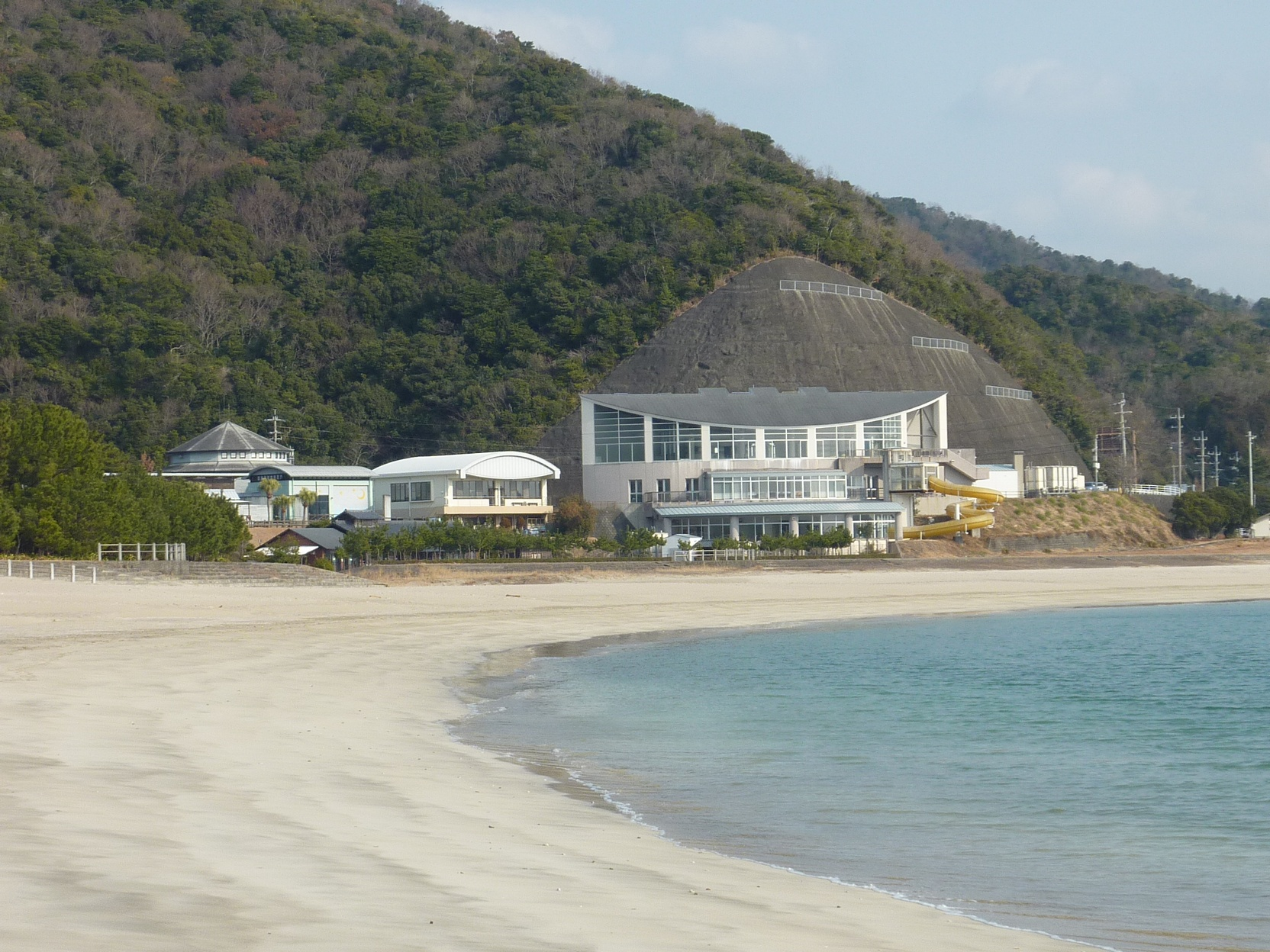
道の駅北浦と下阿蘇ビーチ

- 北浦臨海パーク - インターチェンジに近接しており、東九州自動車道のSA/PA代替機能をもつ。
- 北浦市街
  - 北浦町総合支所 - 旧北浦町役場
  - 北浦郵便局
  - 北浦小学校
  - 北浦中学校
  - 天野神社
- 日豊海岸
- 日豊海岸国定公園
- 道の駅北浦
- 下阿蘇海水浴場

## 接続する道路
- 直接接続
  - 国道388号

## 料金所
無料区間のため、設置されていない。

## 隣
E10 東九州自動車道
(19) 蒲江IC/かまえインターパーク - (19-1) 蒲江波当津IC - (20) 北浦IC/北浦臨海パーク - (20-1) 須美江IC - (21) 北川IC/道の駅北川はゆま